# Rhopica papuana
Rhopica papuana är en tvåvingeart som beskrevs av Ronald Henry Lambert Disney 2002. Rhopica papuana ingår i släktet Rhopica och familjen puckelflugor. Inga underarter finns listade i Catalogue of Life.